# Skatelöv

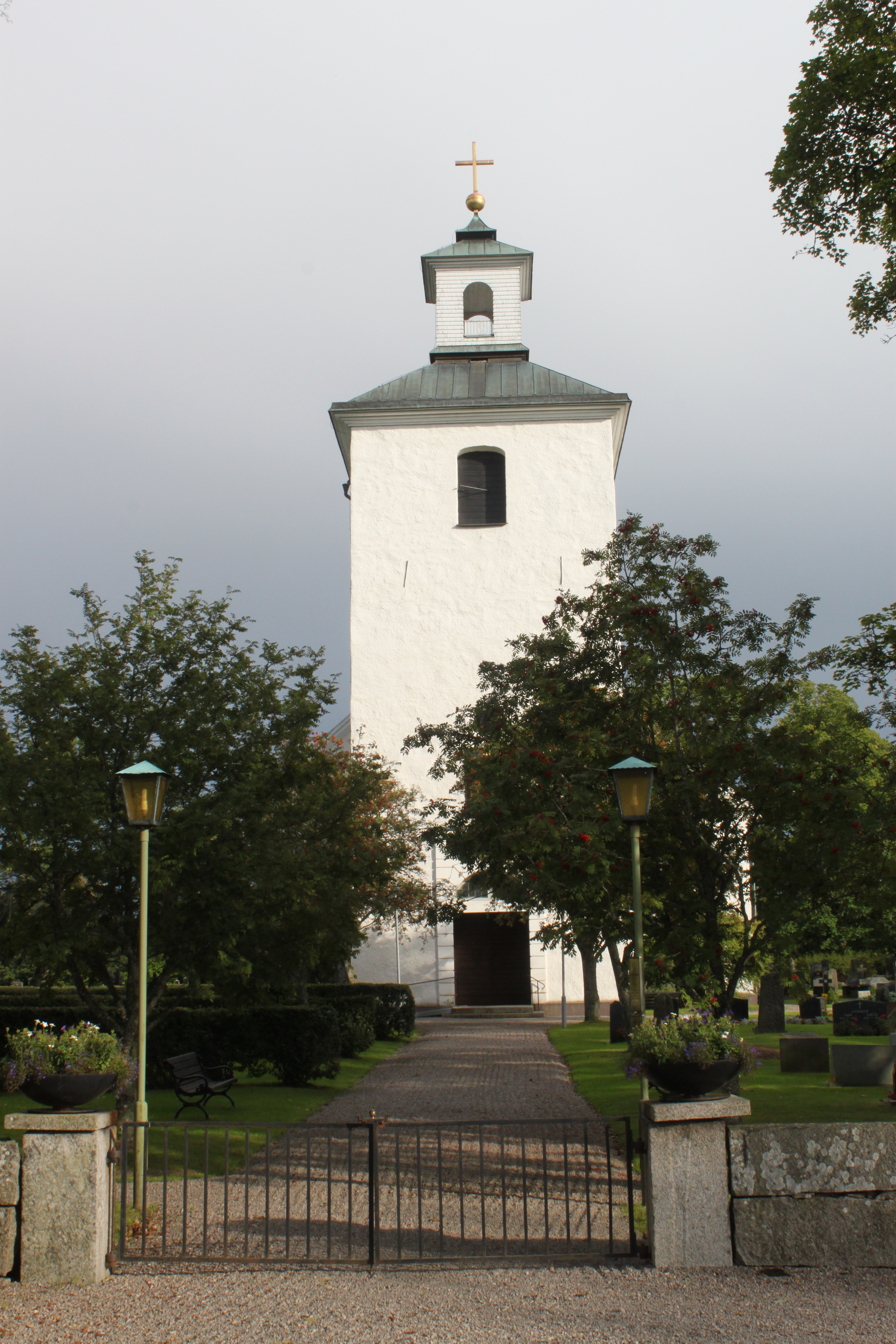
L'église de Skatelöv.

Skatelöv est une paroisse de la province suédoise de Småland, située dans le comté de Kronoberg, sur le territoire de la commune d'Alvesta. Sa superficie est de 15 084 hectares.

## Démographie
| Année      | 1889  | 1915  | 2006  |
| ---------- | ----- | ----- | ----- |
| Population | 3 298 | 2 506 | 1 677 |

## Lieux et monuments
- Cairns remontant à l'âge de la pierre
- Tumuli datant de l'âge du bronze
- Tombes datant de l'âge du fer
- Présence de deux pierres runiques
- Église construite en 1820-1821

## Personnages célèbres
- Göran Rothman (1739-1778): médecin, botaniste et traducteur né à Skatelöv, dans le domaine de Huseby bruk